# Laal jezik
Laal jezik (ISO 639-3: gdm; gori), neklasificirani jezik kojim govori oko 750 ljudi (2000) u selima Gori, Damtar i Mailao u čadskoj prefekturi Moyen-Chari. Ima dva dijalekta laal i laabe. Laabe su 1977. godine govorile 3 osobe u selu Damtar.
Po nekima postoje neke leksičke sličnosti s jezikom bua, no Pascal Boyeldieu kaže da ga se ne može dovoditi u vezu s bua. Neki izvori dovode ga u vezu s čadskom porodicom, no još nije ustanovljena točna jezična pripadnost.
Pripadnici etničke skupine Laal danas su ribari i ratari; izvorno stočari.

## Vanjske poveznice
- Ethnologue (14th)
- Ethnologue (15th)